# 경북연구원
경북연구원은 경상북도의 사회기관단체이자 정책 연구소이다. 1991년 설립되었다. 대구광역시와 함께 대구경북연구원으로 설립했다가, 합의에 따라 경상북도가 법인을 승계하고 대구광역시는 대구정책연구원을 분리시켰다.

## 같이 보기
- 경상북도
- 대구정책연구원